# Manchester City Football Club 1968-1969
Questa voce raccoglie le informazioni riguardanti il Manchester City Football Club nelle competizioni ufficiali della stagione 1968-1969.

## Stagione
Il Manchester City si presentò ai nastri di partenza del campionato 1968-1969 da Campione d'Inghilterra in carica, ma non riuscì a difendere il titolo: disputando un campionato mediocre, i Citizens arrivarono solo al tredicesimo posto. La squadra debuttò in Coppa Campioni, venendo eliminata al primo turno dai turchi del Fenerbahçe: dopo un pareggio a reti bianche all'Old Trafford, nella gara di ritorno a Istanbul il City fu sconfitto col risultato di 2-1.
Il City si rifece però in Charity Shield e FA Cup, vincendo entrambi i trofei: in Charity Shield la squadra travolse per 6-1 il West Bromwich Albion, mentre in FA Cup i Citizens superarono il Leicester per 1-0 nell'incontro finale. Si trattò del quarto successo del Manchester City nella competizione.

## Maglia e sponsor
Nella finale di FA Cup fu adottato un completo rosso a strisce nere con calzoncini e calzettoni neri, mentre il completo per le gare interne introdotto verso la fine della stagione precedente venne confermato.
| Campionato | Finale FA Cup |

## Rosa
| N. |                        | Ruolo | Calciatore           |
| -- | ---------------------- | ----- | -------------------- |
|    | Inghilterra (bandiera) | P     | Joe Corrigan         |
|    | Inghilterra (bandiera) | P     | Harry Dowd           |
|    | Inghilterra (bandiera) | P     | Ken Mulhearn         |
|    | Inghilterra (bandiera) | D     | Tony Book (capitano) |
|    | Inghilterra (bandiera) | D     | Tommy Booth          |
|    | Inghilterra (bandiera) | D     | Mike Doyle           |
|    | Inghilterra (bandiera) | D     | Glyn Pardoe          |
|    | Inghilterra (bandiera) | C     | Colin Bell           |
|    | Inghilterra (bandiera) | C     | Stan Bowles          |
|    | Inghilterra (bandiera) | C     | Ian Bowyer           |
|    | Inghilterra (bandiera) | C     | Dave Connor          |
|    | Inghilterra (bandiera) | C     | George Heslop        |

| N. |                        | Ruolo | Calciatore     |
| -- | ---------------------- | ----- | -------------- |
|    | Scozia (bandiera)      | C     | Bobby Kennedy  |
|    | Scozia (bandiera)      | C     | Arthur Mann    |
|    | Inghilterra (bandiera) | C     | James Mundy    |
|    | Inghilterra (bandiera) | C     | Alan Oakes     |
|    | Inghilterra (bandiera) | C     | Tony Towers    |
|    | Inghilterra (bandiera) | A     | Tony Coleman   |
|    | Inghilterra (bandiera) | A     | Chris Glennon  |
|    | Inghilterra (bandiera) | A     | Francis Lee    |
|    | Inghilterra (bandiera) | A     | Bobby Owen     |
|    | Inghilterra (bandiera) | A     | Mike Summerbee |
|    | Inghilterra (bandiera) | A     | Neil Young     |

## Calciomercato

### Sessione estiva
| Cessioni | Cessioni     | Cessioni        | Cessioni |
| R.       | Nome         | a               | Modalità |
| -------- | ------------ | --------------- | -------- |
| C        | Roy Cheetham | Detroit Cougars |          |
| C        | Stan Horne   | Fulham          |          |
| A        | Paul Hince   | Charlton        |          |
| A        | Chris Jones  | Swindon Town    |          |

| Acquisti | Acquisti    | Acquisti       | Acquisti |
| R.       | Nome        | da             | Modalità |
| -------- | ----------- | -------------- | -------- |
| C        | James Mundy | Ashland Rovers |          |
| A        | Bobby Owen  | Bury           |          |

### Operazioni esterne alle sessioni
| Acquisti | Acquisti    | Acquisti | Acquisti |
| R.       | Nome        | da       | Modalità |
| -------- | ----------- | -------- | -------- |
| C        | Arthur Mann | Hearts   |          |

## Risultati

### FA Cup
| Manchester 4 gennaio 1969 | Manchester City | 1 – 0 | Luton Town | Maine Road |

| Newcastle-Upon-Tyne 25 gennaio 1969 | Newcastle Utd | 0 – 0 | Manchester City | St James’ Park |

| Manchester 29 gennaio 1969 | Manchester City | 2 – 0 | Newcastle Utd | Maine Road |

| Blackburn 24 febbraio 1969 | Blackburn | 1 – 4 | Manchester City | Ewood Park |

| Manchester 1º marzo 1969 | Manchester City | 1 – 0 | Tottenham | Maine Road |

| Arbitro: | Tinkler |

|           |           |  |
| Booth 87’ | Marcatori |  |

| Arbitro: | McCabe |

|           |           |  |
| Young 24’ | Marcatori |  |

### Charity Shield
| Arbitro: | New |

|                                                      |           |               |
| Owen 1’, 59’ Lovett 5’ (aut.) Lee 40’, 90’ Young 62’ | Marcatori | 43’ Krzywicki |

### Coppa dei Campioni
| Manchester 18 settembre 1968 Sedicesimi di finale - Andata | Manchester City | 0 – 0 referto | Fenerbahçe | Maine Road (38 840 spett.)\| Arbitro: \| van Ravens \| |
| Arbitro:                                                   | van Ravens      |               |            |                                                        |

| Arbitro: | Marschall |

|                           |           |             |
| Çevrim 46’ Altıparmak 78’ | Marcatori | 11’ Coleman |

## Statistiche

### Statistiche di squadra
| Competizione       | Punti | In casa | In casa | In casa | In casa | In casa | In casa | In trasferta | In trasferta | In trasferta | In trasferta | In trasferta | In trasferta | Totale | Totale | Totale | Totale | Totale | Totale | DR  |
| Competizione       | Punti | G       | V       | N       | P       | Gf      | Gs      | G            | V            | N            | P            | Gf           | Gs           | G      | V      | N      | P      | Gf     | Gs     | DR  |
| ------------------ | ----- | ------- | ------- | ------- | ------- | ------- | ------- | ------------ | ------------ | ------------ | ------------ | ------------ | ------------ | ------ | ------ | ------ | ------ | ------ | ------ | --- |
| First Division     | 42    | 21      | 13      | 6       | 2       | 49      | 20      | 21           | 2            | 4            | 15           | 15           | 35           | 42     | 15     | 10     | 17     | 64     | 55     | +9  |
| FA Cup             | -     | 5       | 5       | 0       | 0       | 6       | 0       | 2            | 1            | 1            | 0            | 4            | 1            | 7      | 6      | 1      | 0      | 10     | 1      | +9  |
| EFL Cup            | -     | 1       | 1       | 0       | 0       | 4       | 0       | 2            | 0            | 1            | 1            | 0            | 1            | 3      | 1      | 1      | 1      | 4      | 1      | +3  |
| Coppa dei Campioni | -     | 1       | 0       | 1       | 0       | 0       | 1       | 1            | 0            | 0            | 1            | 1            | 2            | 2      | 0      | 1      | 1      | 1      | 2      | -1  |
| Charity Shield     | -     | 1       | 1       | 0       | 0       | 6       | 1       | -            | -            | -            | -            | -            | -            | 1      | 1      | 0      | 0      | 6      | 1      | +5  |
| Totale             | -     | 29      | 20      | 7       | 2       | 65      | 22      | 26           | 3            | 6            | 5            | 20           | 39           | 55     | 23     | 13     | 19     | 85     | 60     | +25 |